# Bernard Przybylski
Bernard Przybylski OP (ur. 16 sierpnia 1907 w Chabsku, zm. 10 października 1979 w Calatayud w Hiszpanii) – polski dominikanin, teolog, twórca Instytutu Tomistycznego w Warszawie.

## Życiorys
W 1927 wstąpił do seminarium duchownego w Gnieźnie, ale po roku nauki zdecydował się na wstąpienie do zakonu dominikańskiego. W 1931 rozpoczął studia na Angelicum w Rzymie. 16 lipca 1933 przyjął w Rzymie święcenia kapłańskie. Od 1935 pracował we Lwowie, m.in. był duszpasterzem Stowarzyszenia „Odrodzenie” oraz redaktorem pisma Szkoła Chrystusowa (1936-1938). W 1936 obronił na Angelicum pracę doktorską. Od jesieni 1937 przebywał w Poznaniu, gdzie rozpoczął tworzenie duszpasterstwa akademickiego, jednak inicjatywę tę przerwała II wojna światowa. W latach 1942–1944 mieszkał w Warszawie, prowadząc aktywną działalność duszpasterską w konspiracji pod pseudonimem „Ojciec Wacław”. W 1945 powrócił do Poznania, gdzie został ponownie duszpasterzem akademickim. W 1946 został wybrany prowincjałem polskiej prowincji dominikanów. Po zakończeniu kadencji, w 1951 zamieszkał (już do końca życia) w klasztorze na Służewie w Warszawie. W 1956 założył Polskie Studium Mariologiczne, a w 1958 Instytut Tomistyczny, którego był dyrektorem aż do śmierci. W latach 1963–1966 ponownie pełnił funkcję prowincjała polskiej prowincji dominikanów, a równocześnie był także Przewodniczącym Konferencji Wyższych Przełożonych Zakonów Męskich. W czasie obrad Soboru watykańskiego II był jednym z najbliższych doradców teologicznych kard. Stefana Wyszyńskiego. Zmarł nagle podczas obrad VIII Kongresu Mariologicznego w Calatayud.